# Kira Rehfeld
Kira Rehfeld (* 28. Oktober 1982) ist eine deutsche Klimatologin und Professorin an der mathematisch-naturwissenschaftlichen Fakultät der Universität Tübingen.

## Ausbildung
Rehfeld nahm im Wintersemester 2002 zunächst ein Informatikstudium an der Universität Heidelberg auf, wechselte dann aber im Wintersemester 2003 an der gleichen Universität ins Fach Physik. Sie schloss im Sommersemester 2009 das Physik-Studium mit dem Diplom ab. Parallel studierte sie an der medizinischen Fakultät im Fach Medizinische Physik mit Spezialisierung auf „Strahlentherapie und Biomedizinische Optik“ und schloss dieses Studium mit einem Master ab. Während des Studiums hielt sie sich ein Semester lang an der Harvard Medical School auf. Von 2009 bis 2013 arbeitete und forschte sie am Potsdam-Institut für Klimafolgenforschung. In dieser Zeit promovierte sie an der Humboldt-Universität zu Berlin bei Jürgen Kurths im Fach Physik mit einer Arbeit über Embracing nature’s inhomogeneity: the challenge to infer spatio-temporal dependences from paleoclimate data.  2013 wechselte sie als Postdoc an das Alfred-Wegener-Institut. Von 2016 bis 2018 arbeitete sie als Stipendiatin der DFG in Cambridge im Rahmen des British Antarctic Survey, des Polarforschungsprogramms von Großbritannien, mit. Von September 2018 bis August 2021 war sie als Postdoc beim Institut für Umweltphysik angestellt. Seit dem 1. September 2021 ist sie Professorin am Geo- und Umweltforschungszentrum (GUZ).

## Forschungsschwerpunkt
Rehfeld beschäftigt sich mit der Erforschung der Zustands- und Zeitskalenabhängigkeit der Klimavariabilität, insbesondere mit den dynamischen Veränderungen der globalen Durchschnittstemperaturen und deren Empfindlichkeit gegenüber externen Klimaeinflüssen. Sie möchte mit Erdsystemmodellen die wesentlichen Eigenschaften des Klimas richtig abbilden, um Möglichkeiten zur Abschwächung des Klimawandels aufzuzeigen.

## Werke
Rehfeld hat 56 wissenschaftliche Arbeiten (mit-)verfasst (Stand: 26. Juli 2024). Ihr derzeitiger h-Index beträgt 25/27. Zu ihren wichtigsten Publikationen zählen:
- Kira Rehfeld, Raphaël Hébert, Juan M. Lora, Marcus Lofverstrom, Chris M. Brierley: Variability of surface climate in simulations of past and future, in: Earth System Dynamics, Vol. 11, No. 2, S. 447–468, 2020 (DOI).
- Kira Rehfeld, Thomas Münch, Sze Ling Ho, Thomas Laepple: Global patterns of declining temperature variability from the Last Glacial Maximum to the Holocene, in: Nature, Vol. 554, S. 356–359, 2018 (DOI).
- Kira Rehfeld, Norbert Marwan, Jobst Heitzig, Jürgen Kurths: Comparison of correlation analysis techniques for irregularly sampled time series, in: Nonlinear Process in Geophysics, Vol. 18, No. 3, S. 389–404, 2011 (DOI).

## Privates
Rehfeld besitzt – neben der deutschen Staatsangehörigkeit – ebenfalls eine „Indische Staatsbürgerschaft im Ausland“ (engl. Overseas Citizenship of India (OCI)).